# Montagnola
Montagnola  är en ort i kommunen Collina d'Oro i kantonen Ticino, Schweiz. 
Montagnola var tidigare en självständig kommun, men 4 april 2004 blev Montagnola en del av nybildade kommunen Collina d'Oro.
Författaren Hermann Hesse levde här i många år och är begravd i grannorten Gentilino.